# Chobizenesse
Pour plus de détails, voir Fiche technique et Distribution.
Chobizenesse est un film français écrit et réalisé par Jean Yanne, en 1975.

## Synopsis
Le spectacle que monte Clément Mastard ne donnant pas les résultats escomptés, celui-ci sollicite le concours de Célia Bergson, son ex, laquelle s'essaie au théâtre d'avant-garde subventionné. Au cours d'un entretien dans un grand restaurant, elle refuse mais Mastard remarque qu'elle retient l'attention de quatre personnages importants. Ceux-ci sont les frères Boussenard, dirigeants d'un consortium industriel sur le marché de l'acier et du commerce des armes. Mastard sollicite leur concours financier en leur promettant que Célia Bergson sera la vedette de son prochain spectacle. 
Mastard la sollicite de nouveau dans son théâtre et est le témoin d'un incident : Jean-Sébastien Bloch son organiste et compositeur, ne supportant pas une réflexion au sujet de sa musique, claque la porte. Mastard tente en vain d'embaucher ce dernier mais se heurte à son caractère mégalomane, aggravé par la vie impossible que lui font subir sa femme Anna-Magdalena et leurs 13 enfants. Mastard ne sachant plus que faire, accepte toutes les compromissions y compris d'intégrer à son spectacle un ballet à la gloire des bazookas vendus par les frères Boussenard. Le spectacle est un échec et alors que les frères Boussenard réclament le remboursement de leur participation, Mastard leur propose de réaliser un nouveau spectacle dont le succès les remboursera, à condition qu'il ait le champ libre. 
Il se livre alors à des répétitions de ballets sur des thèmes de plus en plus érotiques, et parallèlement parvient à embaucher Jean-Sébastien Bloch par un marché de dupes. Les frères Boussenard finissent par admettre du bout des lèvres que le spectacle dont ils voient les répétitions pourra les rembourser mais demandent que le théâtre soit hypothéqué. Quand Jean-Sébastien Bloch découvre l'utilisation faite de sa musique, le scandale éclate. Mastard ne pouvant se résoudre à renvoyer le musicien accepte ses exigences les plus démesurées : présence d'un grand orchestre international, modification de l'acoustique de la salle. Le soir de la première, les frères Boussenard accompagnés d'un huissier veulent prendre possession du théâtre. Mastard s'y oppose, fusil de chasse à la main. Les frères Boussenard demandent au ministre de l'Intérieur d'envoyer les CRS qui donnent l'assaut, mais ceux-ci sont subjugués par la beauté de la musique et se contentent de s’asseoir dans la salle. Les frères Boussenard se demandant ce qui se passe à l'intérieur entrent à leur tour et donnent l'ordre de tirer. Clément Mastard et Jean-Sébastien Bloch sont abattus. 
Les CRS applaudissent ensuite toutefois la performance.

## Fiche technique
- Titre : Chobizenesse
- Réalisation : Jean Yanne, assisté de Philippe Venault
- Scénario et dialogues : Gérard Sire et Jean Yanne
- Producteur : Jean Yanne
- Photographie : Yves Lafaye
- Costumes : Jacques Fonteray, Georges Bril
- Musique : Jean Yanne
- Arrangements et musiques additionnelles: Claude Germain et Raymond Alessandrini
- Montage : Anne-Marie Cotret
- Effets spéciaux : Serge Pouvianne, Jacques Gillon
- Durée : 105 minutes
- Genre : Comédie, film musical
- Date de sortie : 24 octobre 1975
- France Mention CNC[1] : interdit aux moins de 12 ans (visa d'exploitation no 43928 délivré le 22 octobre 1975)
- Affiche : Clément Hurel (France)

## Distribution
- Jean Yanne : Clément Mastard
- Robert Hirsch : Jean-Sébastien Bloch
- Catherine Rouvel : Célia Bergson
- Denise Gence : Anna-Magdalena Bloch
- Ginette Leclerc : L'habilleuse
- Hubert Deschamps : Taffarel
- Georges Beller : Pommier
- Paul Le Person : Armand Boussenard
- Guy Grosso : Frère Boussenard
- Paul Mercey : Le ministre de l'intérieur
- Liliane Montevecchi : Gigi Nietsche
- François Darbon : Un autre frère Boussenard
- Claude Evrard : Chrétien Boussenard
- Gilles Béhat
- Pascal Chevalier
- Pauline Larrieu : Ghislaine
- Sylvie Meyer
- Lawrence Riesner : Commissaire Bonneville (et voix-off diverses)
- Claude Germain : Le pianiste
- Jean Cussac : Le violoniste en retard
- Anne Germain, Alice Herald et Annick Rippe : Trio vocal du « ballet de L'acier »

## Accueil
À sa sortie, Chobizenesse rencontre un échec commercial : seulement 569 050 entrées totalisées en France, dont 188 647 sur Paris.
La critique est globalement hostile sur le film. Yanne avec le recul assume la responsabilité de l'échec du film : « Il ne s'agissait pas vraiment d'un film sur le monde du spectacle, mais plutôt l'histoire d'un lieu, d'un personnage lié à ce monde. C'était un film pessimiste. Il y a eu un malentendu total. Les gens ont cru qu'ils allaient rire. Or, je leur ai refilé le bourdon. J'ai retenu la leçon. ».

## Autour du film
- Il est tentant de faire une sorte de lien indirect entre ce film et le précédent Les Chinois à Paris. Ce dernier avait été aidé financièrement par Marcel Dassault, marchand d'armes lequel avait demandé en contrepartie des conditions publicitaires. Ici les méchants du film sont les frères Boussenard, marchands d'armes…. D'autre part le nom du compositeur est Bloch, comme le nom de naissance de Marcel Dassault.
- La femme de Jean-Sébastien Bloch se prénomme Anna-Magdalena comme la femme de Jean-Sébastien Bach.
- Le thème Pauvre Bach (soliste: Anne Germain) est un pastiche des Swingle Singers.